# Theistische Evolution
Der Begriff theistische Evolution bezeichnet eine Bandbreite von Sichtweisen einiger Naturwissenschaftler und zahlreicher Theologen, die die Evolutionstheorie und den religiösen Glauben unter Aufgabe bestimmter Dogmen für widerspruchsfrei vereinbar halten. Solche Vorstellungen, die die wissenschaftlichen Erkenntnisse vollumfänglich anerkennen, die großen ontologischen Fragen der Philosophie (Letztbegründung der Naturgesetze, Sinn des Lebens, Leib-Seele-Problem, Transzendenz usw.) jedoch für prinzipiell nicht untersuch- oder erklärbar halten und dafür metaphysische Hypothesen annehmen, werden Metaphysicher Naturalismus genannt. Viele gläubige Theisten sind der Überzeugung, dass ein Gott in irgendeiner Form die Entwicklung des Lebens plant oder steuert. Manche Theisten gehen dabei nur vom Einfluss auf psychische Phänomene aus, einige gehen so weit, von einem direkten schöpferischen Eingreifen eines Gottes in Naturvorgänge zu sprechen.
Im Unterschied zu Vertretern des evolutionistischen Kreationismus gehen Anhänger der theistischen Evolution weder von der Irrtumslosigkeit der Bibel aus, noch bezweifeln sie die Mechanismen der Evolution des Lebens.
Sehr viele Gläubige der großen Konfessionen halten dagegen Wissenschaft und Glaube für voneinander unabhängig. Ob und wie weit letztere noch unter den Oberbegriff theistische Evolution fallen, ist umstritten.

## Theologische Grundgedanken

### Klassische Idee der Creatio continua
In der christlichen Schöpfungslehre ist Augustinus von Hippo der Erfinder des Begriffs der sogenannten creatio continua. Augustinus benutzt diesen Begriff, um zu verdeutlichen, dass die Schöpfung noch nicht abgeschlossen ist, sondern in ihren Gesetzen ständig für das Eingreifen eines Gottes offen ist. Noch Newton vertritt diese Auffassung. Leibniz wirft demgegenüber Newton vor, Gott als einen schlechten Uhrmacher zu betrachten. Leibniz ist der erste, der nach dem Mittelalter wieder behauptet, die Welt liefe streng kausal nach den (von einem Gott am Anfang der Welt geschaffenen) Naturgesetzen ab und sei gegenwärtig abgeschlossen gegen das Eingreifen eines Gottes, wie es sich etwa in Wundern ausdrücken würde.
Unter einer eher metaphysischen Perspektive thematisiert der Begriff der creatio continua das Verhältnis der Zeitlosigkeit (Ewigkeit) eines Schöpfers bzw. creators – für den creator ist alles „gleichzeitig“ – zur linearen Zeitlichkeit der kontingenten, zufälligen Schöpfung. Die „fortgesetzte Schöpfung“ (lat.: creatio continua) ist entweder die Bewahrung und Erhaltung der Schöpfung durch ständiges Weiterschaffen (Thomas von Aquin, Summa contra gentiles III, 6) – Gegenansicht: Deismus – oder/und das Zusammenfallen von Schaffen und Erhalten.

### Moderne theologische Auffassungen unter Einbeziehung der Evolutionstheorie
Theistische Anhänger einer geschlossenen Naturkausalität, wie sie etwa Leibniz vertreten hat, wollen eine Aussage des Augustinus dahingehend interpretieren, dass dem Eingreifen eines Gottes enge Grenzen gesetzt seien: „Die Welt ist nicht in der Zeit geschaffen, sondern mit der Welt schuf Gott auch die Zeit.“ Nach ihrer Interpretation dieser Aussage setzt ein Gott die Welt und die Zeit ins Dasein, mit diesem einen Schöpfungsakt ist die Schöpfung abgeschlossen und die Welt entwickelt sich fortan gemäß den ebenfalls abschließend erschaffenen Naturgesetzen in der Zeit weiter. Damit behaupten sie aber gerade, dass die Schöpfung am Anfang der Zeit war und nicht jenseits der Zeit. In diesem Kontext wird oft auch von theologischen Schöpfungsaspekten des Universums gesprochen, des Lebens und der Seele, die außerhalb der zeitlichen und räumlichen Welt liegen. Andere Interpretationen sehen die Entstehung dieser drei Aspekte als aktiven Eingriff. Anhänger dieser Auslegungen distanzieren sich im Allgemeinen von der Bezeichnung der theistischen Evolution, da sie ihre These als völlig unabhängig von der Wissenschaft betrachten und gar keine Aussagen über die Evolution selbst machen. Einige Richtungen gehen aber so weit, die biologische Evolution als ein Steuerungssystem eines Gottes zu betrachten, mit dem dieser ständig in die Entwicklung des Lebens aktiv eingreift.
Pierre Teilhard de Chardin (1881–1955) war ein angesehener Geologe und Paläontologe sowie Jesuitenpriester und schrieb ausführlich über das Thema der Einbeziehung der Evolution in ein neues Verständnis der Christenheit. Während ihm anfänglich von der römisch-katholischen Kirche keine Anerkennung entgegengebracht wurde, hatten seine Werke später erheblichen Einfluss. Seine Sicht wird in katholischen und protestantischen Seminaren diskutiert. Auch wenn sie vielleicht nicht in allen Einzelheiten die Lehrmeinung dieser Kirchen wiedergibt, so wird sie im Grundsatz mindestens seitens der katholischen Kirche akzeptiert. Zum Beispiel steht Joseph Ratzinger/Benedikt XVI. der Anschauung Teilhard de Chardins sehr nahe, was unter anderem in einem Rundfunkvortrag aus dem Jahr 1968 deutlich wird. Nach der Anschauung Teilhard de Chardins stellt die kosmische Evolution, welche als einen Teil die biologische Evolution umfasst, auf der wiederum eine kulturelle Evolution aufsetzt, den Akt göttlicher Schöpfung dar, die auch nach Entstehung des Menschen nicht beendet ist, sondern darüber hinaus auf einen Punkt Omega zuläuft und in der alles auf Jesus Christus als göttliches Zentrum bezogen ist. Dieser Punkt Omega wäre sozusagen die endgültige Erfüllung des göttlichen Schöpfungsplanes, bei dem die ganze Schöpfung vergeistigt und von Gott erfüllt wäre.
Unabhängig von Teilhard de Chardin entwickelte Hoimar von Ditfurth die gleiche Anschauung, dass der Sinn der kosmischen Evolution als eine sich in Zeitlichkeit darstellende innerweltliche Ansicht des göttlichen Schöpfungsprozesses darin besteht, dass sich ein jenseitiges geistiges Prinzip in ihr immer mehr manifestiert. Der Mensch wird demnach wie alle vorhergehenden Entwicklungsstufen nur als ein weiteres Übergangswesen angesehen und der Kosmos wird gemäß Hoimar von Ditfurth am Ziel seiner Entwicklung vollkommen vergeistigt sein, also eine Symbiose mit der jenseitigen rein geistigen Realität eingehen.
Natürlich besteht bezüglich dieser Anschauung de Chardins und von Ditfurths eine entscheidende Beziehung zur Hegelschen Philosophie, bei der schon vor Entdeckung der biologischen Evolution im Rahmen einer pantheistischen und idealistischen Anschauung der Entwicklungsgedanke der Welt eine bedeutende Rolle spielt. Denn bei Hegel erkennt sich im Rahmen der Geschichte der im Sinne einer unendlichen Subjektivität verstandene absolute Geist durch einen dialektischen Prozess immer höherer Erkenntnis hindurch irgendwann sich selbst, was dann die Vollendung der Geschichte ist und in einer Analogie zum Punkt Omega beziehungsweise der Vergeistigung des Kosmos steht.
In Deutschland vertreten rund die Hälfte der Mitglieder der römisch-katholischen Kirche und auch vieler anderer großer Kirchen und Konfessionen mehr oder weniger eine dieser Richtungen, da sie traditionell die Bibel im Großen und Ganzen nie als wörtlich auszulegende und einzig autoritative Quelle transzendenter Wahrheiten betrachtet haben. Konkret zu modernen wissenschaftlichen Theorien zur Entwicklung des Lebens äußerte sich erstmals Papst Pius XII. 1950 in der Enzyklika Humani generis. Diese Enzyklika wurde 1996 von Johannes Paul II. aufgegriffen. Er sprach davon, dass sie die Evolutionstheorie als „ernstzunehmende Hypothese“ interpretiere, und betonte, dass diese in der Zwischenzeit „mehr als nur eine Hypothese“ geworden sei.
Im Jahr 2005 kam es in Kreisen der katholischen Kirche zu einigen Aussagen, die teilweise als Annäherung an einige kreationistische Positionen des fundamentalistischen Christentums gewertet wurden. So veröffentlichte Kardinal Christoph Schönborn im Juli 2005 in der New York Times den Artikel Finding design in nature. Darin stellte er zwar die Evolutionstheorie selbst nicht in Frage, richtete sich aber gegen die Interpretation, es handle sich dabei um einen Prozess ohne Ziel und Zweck. Obwohl er dabei Intelligent Design zunächst nicht ansprach, befürwortete er später in Interviews, dass es auch im US-Schulunterricht erlaubt sein müsse, über diesen Plan zu sprechen, wofür er den Begriff Intelligent Design verwendete. Von dem Vorwurf, damit kreationistische Positionen zu vertreten, distanzierte er sich jedoch und bezog sich auf die Sicht des Schweizer Zoologen und Anthropologen Adolf Portmann, der Darwins Defizite benennt. Im November 2005 antwortete Paul Poupard, Präsident des Päpstlichen Rates für Kultur, auf die Frage nach der Intelligent-Design-Bewegung, dass die Schöpfungsgeschichte der Genesis und Darwins Evolutionstheorie vollständig verträglich seien, wenn die Bibel korrekt interpretiert werde. Dies wird im Allgemeinen als Absage an die Intelligent-Design-Bewegung gewertet, die u. a. die Evolutionstheorie ablehnt. Papst Benedikt XVI. bekräftigte kurz danach nochmals die Position von Christoph Schönborn und sprach von einem „intelligenten Plan“ des Kosmos. Oft wird davon ausgegangen, dass es sich bei den Aussagen um eine Bekräftigung des Standpunkts der von einem Gott geplanten Entwicklung des Lebens handelt, obwohl in der Presse einige Aussagen wegen der ähnlichen Wortwahl als direkte Unterstützung von Intelligent Design gewertet wurden.

### Beziehung zur Theodizee-Frage
Ein wichtiger Aspekt in Bezug auf die theistische Evolution ist die Tatsache, dass sie zumindest eine Teilantwort auf die uralte Theodizee-Frage gibt, wie die Existenz eines gütigen Schöpfergottes mit dem entsetzlichen Leid in der Welt zu vereinbaren ist. Denn die Schöpfung ist eben gemäß dieser Anschauung noch im Werden begriffen. Sie ist noch nicht abgeschlossen, sondern muss erst noch ihr Endziel erreichen. Und auch wir Menschen sind als Wesen, die auch aus der Evolution hervorgegangen sind, von dieser Evolution geprägt und daher unvollkommene Wesen. Hierauf hat Hoimar von Ditfurth in aller Deutlichkeit hingewiesen. Und dies ist auch dann von entscheidender Bedeutung, wenn man davon ausgeht, dass das innerste Wesen jedes Menschen, nämlich die Seele, grundsätzlich an der Vollkommenheit Gottes zumindest teilhaben kann. Bereits im Römerbrief des Paulus von Tarsus, also in der Bibel, findet sich eine Äußerung, in der dieser davon spricht, dass die gesamte Schöpfung bis auf den heutigen Tag an Schöpfungswehen leide (Römer 8,22 ). Jesus Christus selbst spricht in den Evangelien davon, dass das Reich Gottes sei wie ein Senfkorn, das am Anfang ganz klein sei, aber langsam zu einem Baum mit einer gewaltigen Krone heranwachse, was sich auf die Entwicklung der Schöpfung im Sinne der Heilsgeschichte beziehen lässt.

## Bewertung durch Naturwissenschaftler
Die Auffassung, dass Evolutionstheorie und christlicher Glaube widerspruchsfrei miteinander zu vereinbaren seien, ist seit Teilhard de Chardin und Hoimar von Ditfurth auch von anderen prominenten Naturwissenschaftlern postuliert worden, wie etwa dem Evolutionsbiologen Kenneth  Miller, dem Paläontologen Robert Bakker und Francis Collins, dem Leiter des Humangenomprojekts. Besonders Miller und Collins sind dabei gleichzeitig als entschiedene Gegner von Kreationismus und Intelligent Design hervorgetreten. Beide sind Mitglieder der zu diesem Zweck von Collins ins Leben gerufenen Biologos Foundation, der weitere renommierte Wissenschaftler angehören und die für die Vereinbarkeit von Wissenschaft und christlichem Glauben steht. Auch mehrere anglikanische Theologen haben teils sehr umfangreiche Arbeiten zu diesem Thema vorgelegt. Neben John Polkinghorne ist dabei insbesondere Arthur Peacocke zu nennen, der zuvor über zwei Jahrzehnte als Universitätsdozent für Biochemie gearbeitet hatte.

## Evangelikalismus
Gegen eine theistische Evolution spricht aus evangelikaler Sicht folgendes: Nach biblischer Lehre kam erst durch die Sünde von Menschen das Leiden und der Tod in die Welt (Röm 5,12–14 ). Damit kann das evolutionäre „Endprodukt“ Mensch nicht nach dem leidvollen Tod vieler Generationen von Tieren entstanden sein.

### Deutsch
- Francis Collins (aus dem Englischen von Arne Feddersen): Gott und die Gene. Ein Naturwissenschaftler entschlüsselt die Sprache Gottes. Verlag Herder, Freiburg 2013, ISBN 978-3-451-06353-4 (Die englische Ausgabe war viele Wochen auf der Bestsellerliste der New York Times).
- Francis Collins: Evolution für Evangelikale: Friedensschluss zwischen Glaube und Biologie. Marzinzik, Mark, 2012, ISBN 978-3-9815529-1-1.
- Thomas Christian Kotulla: Die Begründung der Welt: Wie wir finden, wonach wir suchen. Brunnen Verlag, Gießen 2013, ISBN 978-3-7655-2012-9 (Amazonbestseller).
- Herrmann Stinglhammer: Einführung in die Schöpfungstheologie. WBG (Wissenschaftliche Buchgesellschaft), Darmstadt 2011, S. 100 f. (und passim).

### Englisch
- Kenneth Miller: Finding Darwin’s God: A Scientist’s Search for Common Ground Between God and Evolution. 2000, ISBN 0-06-093049-7.
- Kenneth Miller, J. Levine: Biology: The Living Science. 2002.
- Kenneth Miller: Only a Theory: Evolution and the Battle for America’s Soul. 2008, ISBN 978-0-670-01883-3.